# Rano sazrijevanje Marka Kovača (1981.)
Rano sazrijevanje Marka Kovača hrvatski je televizijski film redatelja i scenarista Branka Schmidta. U suradnji Televizije Zagreb i tadašnje Akademije za kazalište, film i televiziju rađen kao Schmidtov diplomski rad, postigao je veliki uspjeh te je hvaljen zbog svoje dubine i empatijskog prikaza. Glavne uloge tumače Ivan-Goran Vitez, Mira Furlan i Zlatko Vitez, uz glazbu Arsena Dedića i snimateljski rad Šime Strikomana. Premijerno je prikazan 7. rujna 1981. godine na Prvom programu Televizije Zagreb.

## Radnja
Film prikazuje emotivno i psihološko sazrijevanje dječaka Marka Kovača suočenog s obiteljskim problemima. Nakon što mu majka teško oboli i završi na operaciji, Markov otac odluči napustiti obitelj, ostavljajući Marka u situaciji koja zahtijeva prerano odrastanje. U filmu se istražuju teme obiteljskih odnosa, napuštanja i psihološke zrelosti kroz Markovu perspektivu.

## Glumačka postava
- Ivan-Goran Vitez kao Marko Kovač
- Mira Furlan kao Nada Kovač, Markova majka
- Zlatko Vitez kao Vlado Kovač, Markov otac
- Ksenija Prohaska kao obiteljska prijateljica Kovačevih
- Mladen Šerment kao obiteljski prijatelj Kovačevih
- Boris Miholjević kao inženjer Pečatnik, kupac u cvjećarni
- Marija Aleksić kao susjeda
- Ivona Grünbaumm
- Renata Jurković
- Darko Stazić kao Ivo
- Zrinka Tikvicki
- Blanka Staščik

## Vanjske poveznice
- Rano sazrijevanje Marka Kovača u internetskoj bazi filmova IMDb-a